# 塔路湖
塔路湖（ロシア語: Тауро, とうろこ）は、樺太西海岸中部にある湖。
当該地域の領有権に関する詳細は樺太の項目を見よ。

## 地理
樺太恵須取郡塔路町に位置する海跡湖で、間宮海峡に面する。塔路町の中心部より北に位置する。塔路川が流入していた。